# Siège de Pskov (1581-1582)
Pour l’article homonyme, voir Siège de Pskov.
guerre de Livonie
Le siège de Pskov (en langue russe : Осада Пскова) a eu lieu entre le 18 août 1581 et le 4 février 1582. Il oppose les forces armées russes qui défendent la ville de Pskov aux forces de la république des Deux Nations, soutenue par les princes de Prusse, de Saxe et de Brandebourg, lors de la fin de la guerre de Livonie. Le siège dura plus de cinq mois, au bout desquels il fut levé sans que la ville fût prise. À la suite de sa défaite devant les murs de Pskov, le roi de Pologne et grand-prince de Lituanie, Étienne Báthory, fut obligé d'entamer des pourparlers avec le tsar russe Ivan le Terrible. Ils se terminent par la paix de Jam Zapolski.

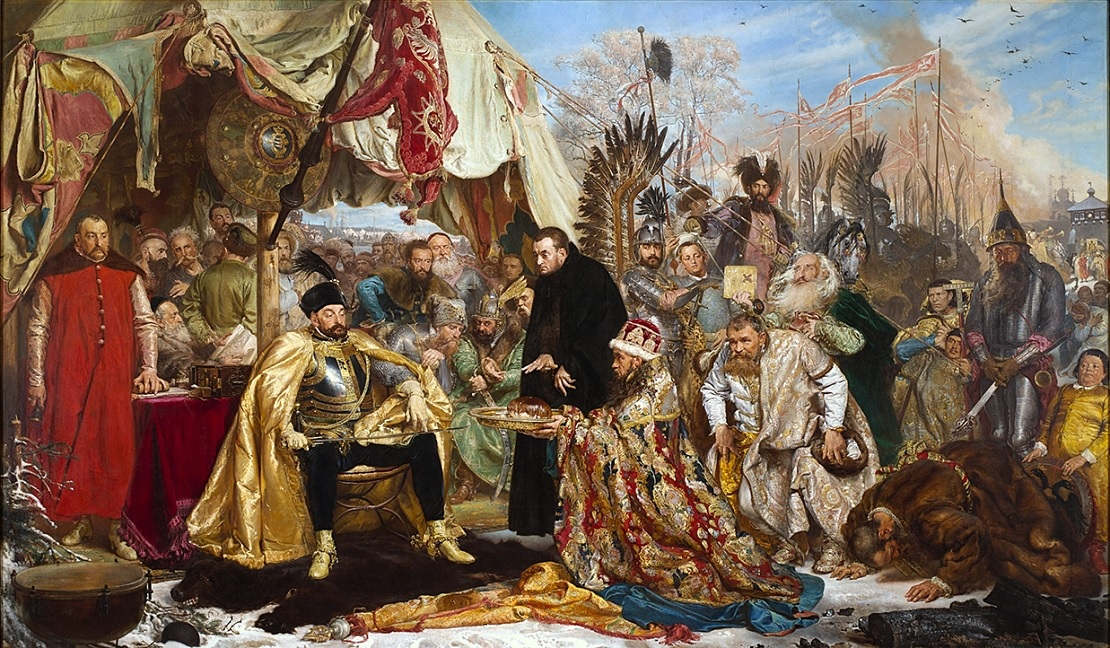
Étienne Batory à Pskov par Jan Matejko (1872).

Pour le Royaume de Russie, la défense de Pskov eut pour résultat l’armistice. Ivan le Terrible signa l’accord de 1582 selon lequel il cédait à la Pologne toutes les terres baltes (livoniennes) et biélorusses (la ville de Polotsk) qu’il avait conquises autrefois. De son côté, Étienne Báthory accepta de rendre à la Russie Velikié Louki et d’autres villes russes qu’il venait de conquérir.